# 氷川神社 (川越市小室)
氷川神社（ひかわじんじゃ）は、埼玉県川越市の神社。

## 歴史
1457年（長禄元年）に創建された。川越城築城の際に、築城者の太田道真の旧友である水野守重が当社を創建した。その後、「霊験あらたか」ということから1521年（大永元年）に村の鎮守となった。
1872年（明治5年）、近代社格制度に基づく「村社」に列せられ、1907年（明治40年）の神社合祀により周辺の4社が合祀された。合祀された旧神社の境内は水田にされて、小作料を得ていたが、戦後の農地改革で失ってしまった。

## 交通アクセス
- 西川越駅より徒歩8分。